# Король Кароль (гідрокрейсер)

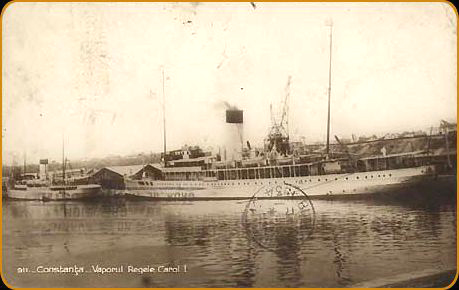
Пароплав "Regele Carol I"

Гідрокрейсер «Король Кароль»  (рум. "SMR Regele Carol I") —  будувався, як румунський пароплав. 1916 року був переобладнаний у авіатранспорт (гідрокрейсер) та увійшов до складу Чорноморського флоту Російської імперії.
За часів національно-визвольних змагань (1917-1918 рр.) входив до складу Українських військово-морських сил. 

## Історія корабля
Пасажирський пароплав «Regele Carol I» було побудовано в Глазго, Шотландія, в період 1897—1898, на замовлення Румунського уряду. Прибув до Румунії 28 червня 1898 року та увійшов до складу Румунської морської служби (Serviciul Maritim Roman).
Працював на маршрутах Констанца-Істамбул та Констанца-Пірей. У 1899 році пароплав було переведено з вугілля та дизельне паливо, а в 1905 — встановлено радіотелеграфний зв'язок на судні.
З початком Першої Світової війни Румунія виступила на боці Антанти. Але офіційно оголосила війну Австро-Угорщині та Болгарії лише 27 серпня 1916 року, проте дуже швидко зазнала поразки на фронті.
Румунський уряд передав Росії 5 великих вантажно-пасажирських пароплавів — «Дакія», «Імператор Траян», «Король Кароль», «Прінчіпеса Марія» та «Румунія», що були включені до складу Чорноморського флоту, як посильні кораблі.
У жовтні 1916 року в Севастополі, «Король Кароль» був перебудований у допоміжний крейсер (гідрокрейсер). На корабель було встановлено чотири 101 мм гармати, дві 63 мм AA гармати та обладнання транспортування та експлуатації двох гідролітаків.
У березні 1917 — входив до ескадри крейсерів, які обстрілювали Анатолійське узбережжі та блокували Босфор.
Після Лютневої революції значно актуалізувався національно-визвольний рух українців на Чорноморському флоті. Провідником українського руху стала рада Української чорноморської громади. У квітні 1917 року майже на всіх кораблях Чорноморської флоти вже існували українські корабельні ради, так само як у сухопутних частинах Севастопольської морської кріпості й повітрофлоті.
На гідрокрейсері «Король Кароль» був змішаний українсько-румунсько-російський екіпаж, але й на ньому діяла українська корабельна рада. Протягом 1917 року моряки-чорноморці активно виступали на підтримку УНР та звертались до Центральної Ради з вимогою рішучих дій по українізації Чорноморського флоту та створенню Українських військово-морських сил.
12 жовтня 1917 року на відзначення українізації трьох кораблів Балтійського флоту: крейсера «Светлана» та ескадрених міноносців «Україна» та «Гайдамак» на всіх кораблях та установах Чорноморського Флоту, в тому числі й на крейсері «Король Кароль», на один день було піднято національні українські прапори та стеньгові сигнали «Хай живе вільна Україна».
Наприкінці жовтня — початку листопада, разом з лінкором «Воля», ескадреними панцерниками «Іван Златоуст» та «Борець за свободу», авіатранспортом «Румунія» та 8 есмінцями, брав участь у операції з перехвату німецько-турецького лінкору «Бреслау».
Після жовтневого перевороту в Криму та Севастополі посилились більшовицькі агітація та провокації.
10 (23) грудня 1917 року команди лінкорів «Іван Златоуст», «Борець за свободу» та допоміжного крейсера «Король Кароль» виступили на підтримку Центральної Ради та з осудженням дій більшовиків.
14 січня 1918 року Центральна Рада прийняла «Тимчасовий Закон про український державний флот», відповідно до якого: «Російський Чорноморський флот… проголошується флотом Української Народної Республіки…» та «Українська Народна Республіка переймає на себе всі зобов'язання російського уряду щодо Чорноморського флоту й щодо утримання флоту й портів». Корабель юридично увійшов до складу Військово-морських сил УНР.
Проте, на початку 1918 року більшовики окупували ненадовго південь України та Севастополь. 19 лютого 1918 року крейсер було перейменовано у «Іон Роате». У березні корабель опинився у Батумі, був взятий під контроль грузинською владою та увійшов до складу військового флоту Кавказької Соціалістичної Республіки. Брав участь у бойових діях.
31 березня команда корабля вийшла з Батума та 13 квітня 1918 року прибула до Суліни (Румунія). Після закінчення Першої Світової війни корабель знову переробили у пасажирське судно «Король Кароль І», а бойові гармати румуни погодились передати російському уряду (білогвардійському).
Пароплав ходив по маршруту Констанца-Варна-Стамбул-Салоніки, а після вступу Італії у Другу Світову війну — по маршруту Констанца — Стамбул.
У 1941 році був перетворений на мінний загороджувач. З 16 по 19 червня, разом з іншим військовим кораблем «NMS Amiral Murgescu», провів мінування вздовж румунського узбережжя. Саме на цих мінах 26 червня 1941 року підірвались й затонув радянський есмінець «Москва» та був пошкоджений крейсер «Ворошилов».
У жовтні — брав участь у закладанні глибинних мін поблизу Варни.
10 жовтня 1941 року мінний загороджувач «Король Кароль I» підірвався на міні виставленій в районі Варни радянськими субмаринами «Л-4» та «Л-5».